# William Fitzalan (11e comte d'Arundel)
William Fitzalan, 11e comte d'Arundel, 8e baron Maltravers (1476-23 janvier 1544) est un pair anglais.

## Biographie
Il est le fils de Thomas Fitzalan (10e comte d'Arundel), et de Margaret Woodville (décédée avant le 6 mars 1490), fille de Richard Woodville (1er comte Rivers), et une sœur cadette d'Élisabeth Woodville, épouse d'Édouard IV.
Il épouse, après 1501, Elizabeth Willoughby, fille de Robert Willoughby (1er baron Willoughby de Broke) (en), et en secondes noces, le 15 février 1510, Anne Percy, une fille d'Henry Percy (4e comte de Northumberland). Il hérite du titre de comte d'Arundel à la mort de son père Thomas en 1524 et devient Lord-chambellan en 1526.
Il porte le sceptre avec la colombe lors du couronnement d'Anne Boleyn en 1533 et participe ensuite à son procès en 1536. Lors de la dissolution des monastères il reçoit de vastes étendues de terres dans le Sussex, dont le prieuré de Michelham. Il meurt en 1544 et est enterré au château d'Arundel.
Son fils unique Henry FitzAlan (12e comte d'Arundel) lui succède.